# Pierre Le Gloan
Pierre Le Gloan (Kergrist-Moëlou, 6 gennaio 1913 – Ouillis, 11 settembre 1943) è stato un aviatore francese, asso dell'Armée de l'air durante la seconda guerra mondiale con 18 vittorie accertare e tre probabili. Di queste almeno sette furono conseguite a spese di velivoli della Royal Air Force durante la Campagna di Siria nel 1941.

## Biografia
Nacque il 6 gennaio 1913 a Kergrist-Moëlou, nei pressi di Guingamp, in Côtes-d'Armor, all'interno di una famiglia di contadini. Appassionatosi al mondo dell'aviazione fin dalla tenera età, quando fu adolescente, grazie ad una borsa di studio governativa, entrò in una scuola di volo civile. 
Conseguì il brevetto di pilota nel 1931. Arruolatosi volontario nell'Armée de l'air fu dapprima assegnato al 2e Groupe d'ouvriers d'aéronautique, e al termine dell'addestramento al 2º Reggimento da caccia di stanza a Strasburgo. Promosso caporale conseguì il brevetto di pilota militare il 7 agosto 1932, distinguendosi subito come un tiratore infallibile durante le esercitazioni di tiro. 
Nel settembre 1933 entrò in servizio presso la 6e Escadre de chasse di Reims, seguendola a Chartres quando quest'unità fu trasferita sulla nuova base aerea. Promosso sergente e capo pattuglia per le sue abilità di pilota e tiratore nel corso del 1936, quando nel maggio 1939 fu costituito a Chartres il Groupe de Chasse III/6, con il grado di sergente maggiore entrò a far parte della 5e Escadrille (Squadriglia) equipaggiata con i Morane-Saulnier MS.406. 

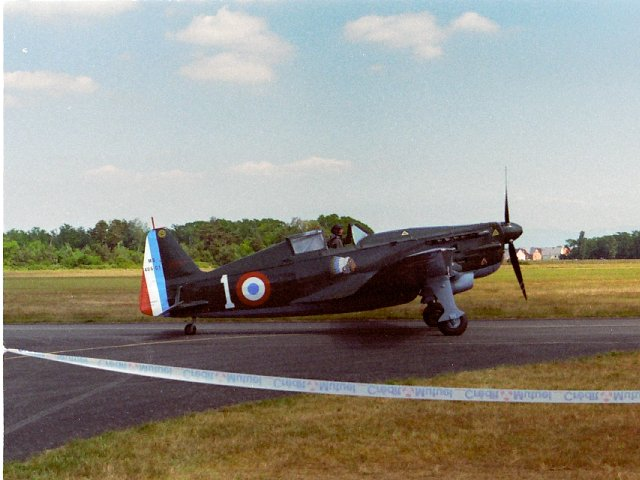
Un esemplare di Morane-Saulnier M.S.406

Allo scoppio della seconda guerra mondiale si distingue subito per la sua aggressività, conseguendo la prima vittoria il 23 novembre 1939 abbattendo un bombardiere bimotore Dornier Do 17P in collaborazione con il sottotenente Robert Martin. Il 3 febbraio 1940 viene insignito della Croix de guerre, e il 2 marzo, sempre in collaborazione con il sottotenente Martin, abbatte un secondo Do 17. Viste le sue doti i superiori gli affidano pattuglie aeree composte anche da 27 velivoli, e il 1º aprile viene promosso adjudant.
Alla data dell'attacco tedesco a ovest, il 10 maggio 1940, il GC III/6 si trova schierato a Chissey-sur-Loue, nel Giura. Il reparto si trasferì quindi a Coulommiers il giorno 20, e poi a Luc il giorno 31 per contrastare una possibile aggressione italiana, avendo ottenuto due vittorie confermate a spese di due bombardieri bimotori Heinkel He 111.
Dopo aver sostenuto numerosi combattimenti e subito un duro bombardamento, il GC III/6 era ridotto a soli quattro apparecchi efficienti, e l'8 giugno riceve alcuni esemplari del nuovo caccia Dewoitine D.520. Il 10 giugno l'Italia dichiarò guerra alla Francia e alla Gran Bretagna, iniziando subito le operazioni belliche sul fronte della Alpi, e il 13 successivo, a bordo di un nuovo D.520 conseguì due vittorie a spese di due bombardieri Fiat B.R.20 Cicogna del 43º Gruppo, 13º Stormo. 
Il giorno 15 la Regia Aeronautica lanciò un grande attacco contro gli aeroporti della Francia meridionale, con l'impiego di forti formazioni di caccia Fiat C.R.42 Falco e bombardieri B.R.20 Cicogna. Quel giorno molti piloti del GC III/6 si trovavano a Tolosa per familiarizzare con il D.520, e la pattuglia di allerta era costituita da lui, in qualità di capo pattuglia, e dai capitani Jacobi e Assolant. 
Decollata su allarme la pattuglia fece subito quota, ma l'aereo del capitano Jacobi dovette rientrare alla base a causa di un malfunzionamento dell'albero di trasmissione dell'elica. I rimanenti piloti proseguirono nella missione, intercettando vicino a Saint-Tropez una formazione di 10 C.R.42 Falco suddivisi in quattro sezioni. Effettuata una virata per mettersi sulla scia dell'ultima sezione, Assolant attaccò l'aereo di sinistra ed egli quello di destra, che fu subito abbattuto su Beauvallon mentre il pilota si lanciava con il paracadute. Mentre Assolant, con le armi inceppate, dovette abbandonare il combattimento, egli scorse lo scoppio dei proiettili della contraerea sulla verticale di Hyères e facendo rotta a sud-ovest scorse una sezione di tre C.R.42 che stavano per rientrare in Italia. Avvistato il velivolo francese i tre caccia si dispersero ed egli riuscì ad attaccarne uno prima di subire a sua volta un attacco di una formazione di otto C.R.42 che si lanciarono in picchiata costringendolo a picchiare ed abbandonare il combattimento.
Ricevuto via radio l'ordine di raggiungere il campo d'aviazione di Luc, sotto attacco da parte di una formazione di C.R.42, sorprese un caccia italiano impegnato nel mitragliamento abbattendolo con una sola raffica del cannone da 20 mm. Mentre stava per atterrare scorse un B.R.20 a circa 4.000 m di quota, probabilmente incaricato di fotografare il risultato del bombardamento e lo attaccò due volte abbattendolo al secondo passaggio con una raffica delle mitragliatrici. Scrisse di lui il generale Joseph Vuillemin, Capo di stato maggiore dell'Armèe de l'air, Queste cinque vittorie, sono una prodezza forse senza precedenti, conseguite in meno di mezz'ora. 
Accreditato in questa missione di cinque vittorie, tre da solo e due in collaborazione con il capitano Assolant, ricevette le congratulazione dell'asso della prima guerra mondiale René Fonck che a quel tempo, con il grado di tenente colonnello, ricopriva l'incarico di Capo del gruppo di controllo delle armate. Fonck si recò personalmente a trovarlo e gli comunicò la promozione a sottotenente. Al termine della battaglia di Francia risultava accreditato di 11 vittorie aeree.
Poco prima della firma dell'armistizio con la Germania, il 20 giugno il GC III/6 si trasferì ad Algeri. Il 24 maggio 1941, in vista della probabile invasione britannica e della forze della Francia Libera del Libano e della Siria il GC III/6 fu trasferito in Levante, di rinforzo alla locali forze armate francesi. Durante questa campagna in poco più di un mese (8 giugno-12 luglio) conseguì l'abbattimento di sei Hawker Hurricane e un Gloster Gladiator della Royal Air Force, portando il suo totale a 21, di cui 18 omologate.

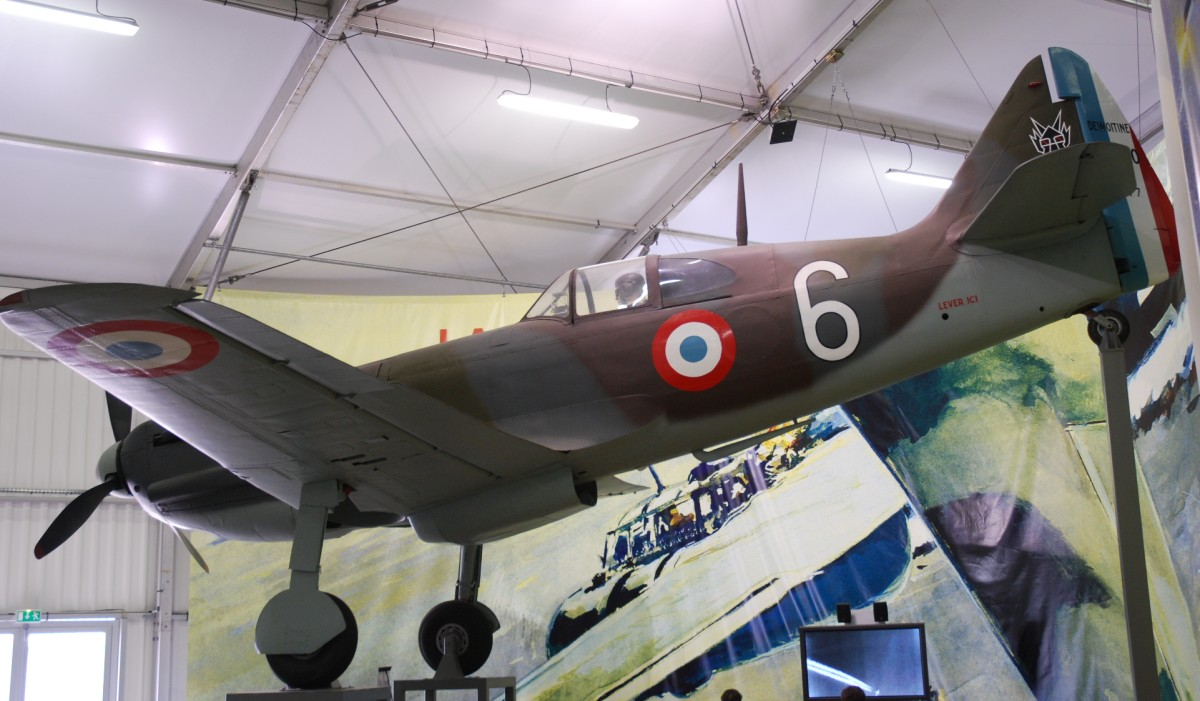
Il primo Dewoitine D.520 nº 277, codice « 6 » assegnato a Le Gloan esposto al Musée de l'air et de l'espace, Le Bourget.

Rientrato ad Algeri il 9 settembre 1941 fu promosso al grado di tenente. L'8 novembre 1942, data di inizio degli sbarchi alleati in Nord Africa, la nebbia impedì il decollo dei velivoli del GC III/6 e due giorni più tardi l'ammiraglio François Darlan, comandante in capo delle forze armate francesi, decise di unirsi agli americani.
In vista della ripresa delle operazioni belliche contro la Germania e l'Italia fu deciso che il GC III/6 venisse riequipaggiato con materiale di volo di provenienza americana. Il nuovo aereo, i cui primi esemplari arrivarono nel maggio 1943, era il caccia Bell P-39N Airacobra, che manifestò subito continui problemi al propulsore, e il reparto ora designato Groupe de Chasse 3/6 Roussillon ed inquadrato nella FAFL fu impiegato in pericolose missioni sul mare. 
Il GC 3/6 stanziato a Lapasset, a circa 40 km ad est di Mostaganem, fu dichiarato pienamente operativo a partire dal 3 agosto ed egli assunse il comando della 3e Escadrille. L'11 settembre 1943 decollò alle 7.30 da Lapasset, in compagnia del sergente Colcomb, per assicurare la protezione aerea di un convoglio alleato ma durante la missione il propulsore Allison del suo velivolo iniziò ad emettere fumo, spegnendosi sopra Mostaganem. Nel tentativo di portare alla base il prezioso velivolo, invece di lanciarsi con il paracadute cercò di effettuare un atterraggio di emergenza senza carrello nei pressi di Ouillis nonostante la presenza del serbatoio supplementare ventrale. Appena toccato il suolo l'aereo esplose causando la morte del pilota.

## Vittorie
| N. | Data             | Reparto  | Velivolo                | Avversario        | Località                                                   |
| -- | ---------------- | -------- | ----------------------- | ----------------- | ---------------------------------------------------------- |
| 1  | 23 novembre 1939 | GC III/6 | Morane-Saulnier M.S.406 | Dornier Do 17     | nei pressi di Verdun, nella Mosa                           |
| 2  | 2 marzo 1940     | GC III/6 | Morane-Saulnier M.S.406 | Dornier Do 17     | 2 km a sud est di Bouzonville nella Mosa                   |
| 3  | 11 maggio 1940   | GC III/6 | Morane-Saulnier M.S.406 | Heinkel He 111    | nei pressi di Fougerolles, in Haute-Saône                  |
| 4  | 14 maggio 1940   | GC III/6 | Morane-Saulnier M.S.406 | Heinkel He 111    | nei pressi di Pirey, Doubs                                 |
| 5  | 13 giugno 1940   | GC III/6 | Dewoitine D.520         | Fiat B.R.20       | a Agay, nel Var                                            |
| 6  | 13 giugno 1940   | GC III/6 | Dewoitine D.520         | Fiat B.R.20       | 15 miglia ad est di Cap Camarat, nel Var                   |
| 7  | 15 giugno 1940   | GC III/6 | Dewoitine D.520         | Fiat C.R.42       | a Beauvallon, nel Var                                      |
| 8  | 15 giugno 1940   | GC III/6 | Dewoitine D.520         | Fiat C.R.42       | a Ramatuelle, nel Var                                      |
| 9  | 15 giugno 1940   | GC III/6 | Dewoitine D.520         | Fiat C.R.42       | nei pressi del Castello di Saint-Amé (Ramatuelle), nel Var |
| 10 | 15 giugno 1940   | GC III/6 | Dewoitine D.520         | Fiat C.R.42       | nei pressi della fattoria del Thermes, nel Var             |
| 11 | 15 giugno 1940   | GC III/6 | Dewoitine D.520         | Fiat B.R.20       | nei pressi della fattoria del Moulin Rouge, nel Var        |
| 12 | 8 giugno 1941    | GC III/6 | Dewoitine D.520         | Hawker Hurricane  | a Damasco, in Siria                                        |
| 13 | 9 giugno 1941    | GC III/6 | Dewoitine D.520         | Hawker Hurricane  | al largo di Sidone, nel Libano                             |
| 14 | 9 giugno 1941    | GC III/6 | Dewoitine D.520         | Hawker Hurricane  | al largo di Sidone, nel Libano                             |
| 15 | 15 giugno 1941   | GC III/6 | Dewoitine D.520         | Gloster Gladiator | 5 chilometri a est di Ezraa, Siria                         |
| 16 | 23 giugno 1941   | GC III/6 | Dewoitine D.520         | Hawker Hurricane  | 2 chilometri a ovest di Rayak, Libano                      |
| 17 | 5 luglio 1941    | GC III/6 | Dewoitine D.520         | Hawker Hurricane  | in Siria                                                   |
| 17 | 5 luglio 1941    | GC III/6 | Dewoitine D.520         | Hawker Hurricane  | a Deir el-Zor, Siria                                       |

### Annotazioni
1. ↑  In lingua francese 2e Régiment de chasse.
2. ↑  La futura Base Aèrienne 122 di Chartres-Champhol.
3. ↑  Il suo aereo, il no 277, non era pronto e Le Gloan ne prese subito un altro, senza ricordarsi di portare con sé il paracadute.
4. ↑  Si trattava di un aereo appartenente alla neocostituita 172ª Squadriglia Ricognizione Strategica.
5. ↑  Qui a Le Gloan fu assegnato il D.520 no 300 in sostituzione del n° 277 rimasto duramente danneggiato in Siria.

### Fonti
1. ↑  Ketley 1999, p. 90.
2. 1 2 3 4 5 6  Catillon 1997, p. 114.
3. 1 2  Stenman, Ehrengardt 2014, p. 14.
4. 1 2 3 4 5 6 7  Stenman, Ehrengardt 2014, p. 30.
5. ↑  Stenman, Ehrengardt 2014, p. 21.
6. ↑  Aitollo, Sgarlato 2009, p. 6.
7. ↑  Aitollo, Sgarlato 2009, p. 7.
8. ↑  Ketley 1999, p. 31.
9. ↑  Ketley 1999, p. 32.
10. ↑  Ketley 1999, p. 36.
11. ↑  Ketley 1999, p. 37.
12. 1 2  Ketley 1999, p. 40.

### Periodici
- Luciana Aitollo e Nico Sgarlato, Il massacro dei BR.20, in Aviatori Italiani, vol. 1, n. 39, Parma, Delta Editrice, gennaio-febbraio 2009,  pp. 4-7.